# Зелёное (Недригайловский район)
Зелёное (укр. Зелене) — село, Иваницкий сельский совет,
Недригайловский район, Сумская область, Украина.
Код КОАТУУ — 5923582202. Население по переписи 2001 года составляло 318 человек .

## Географическое положение
Село Зелёное находится на берегу пересыхающего безымянного ручья, который через 7 км впадает в реку Терн. Примыкает к селу Дараганово. Рядом проходит автомобильная дорога Т-1917.

## История
- В 1,5 км к востоку от села обнаружено поселение раннего железного века.

## Экономика
- ЧП Агрофирма «Злагода-21».

## Объекты социальной сферы
- Дом культуры.